# Ґонкурівська академія

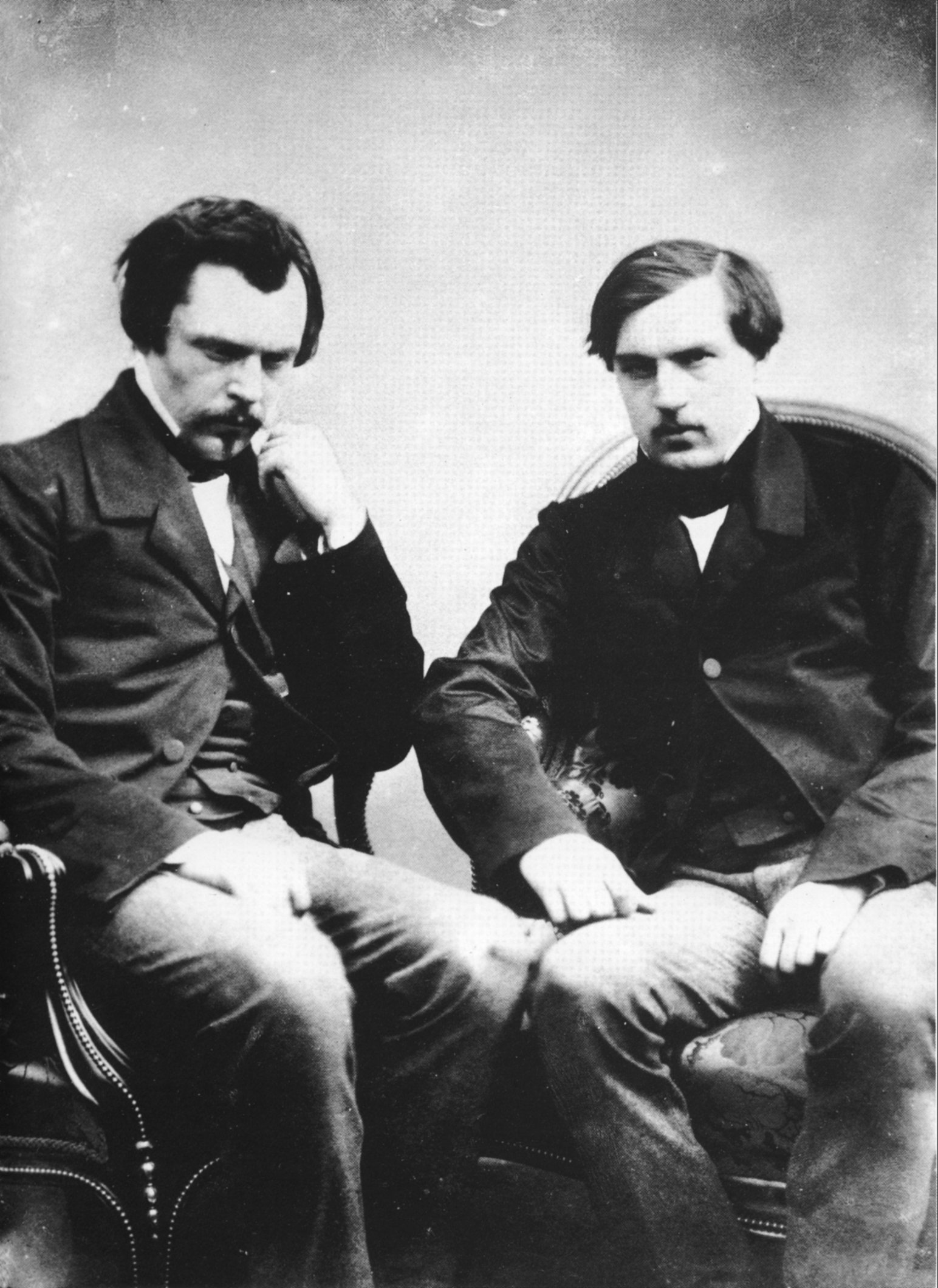
Едмон і Жуль Ґонкури.

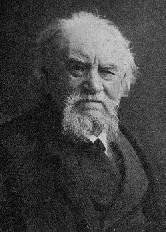
Еміль Бержера.

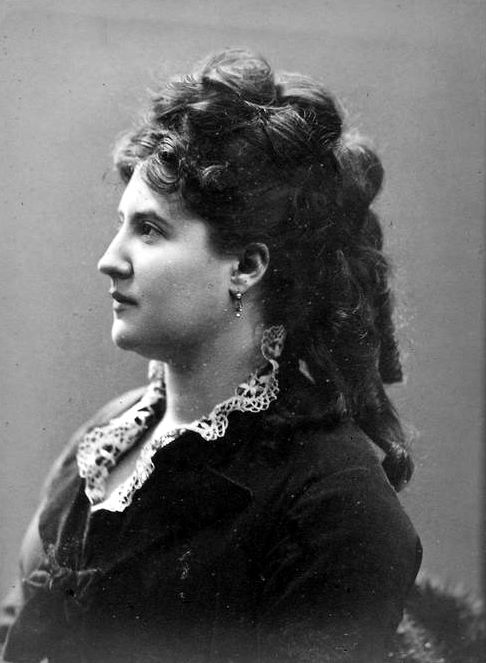
Жудіт Ґотьє.

Ґонку́рівська акад́емія, або ж офіційно — Ґонку́рівське літерату́рне товари́ство (фр. Académie Goncourt; Société littéraire des Goncourt) — французька літературна організація, що має осідок у Парижі. Заснував її французький письменник і видавець Едмон де Ґонкур (1822–1896), щоб розвинути новий спосіб заохочення до літературної діяльности у Франції.

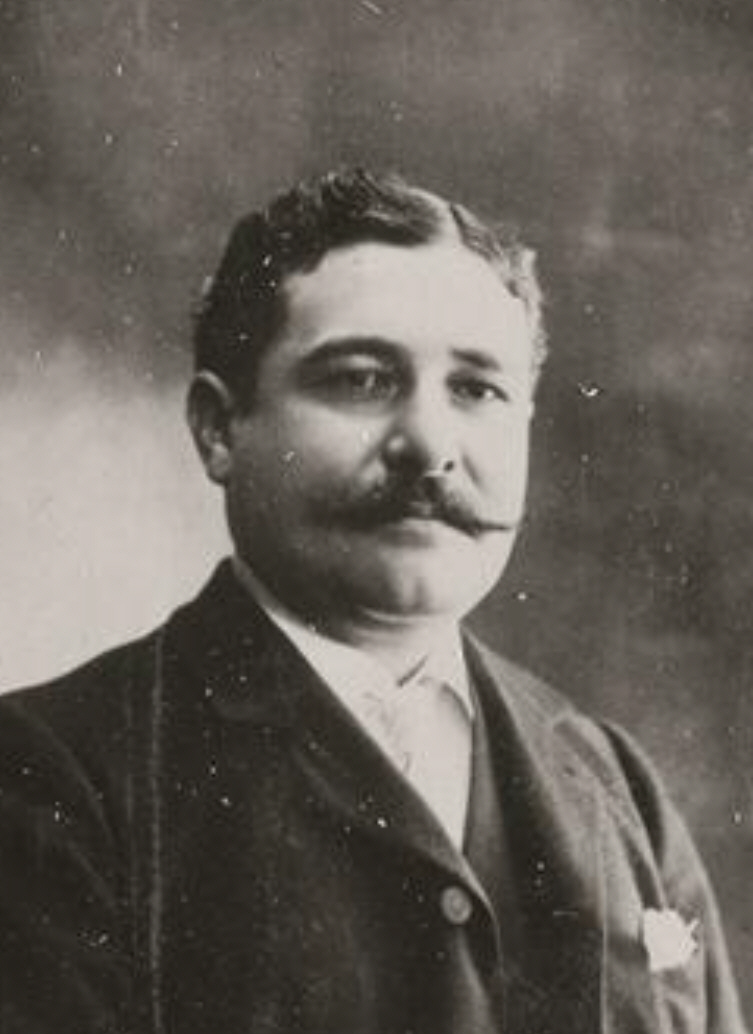
Леон Доде.

Бажаючи ушанувати пам'ять покійного брата Жуля (1830–1870), згідно з іще 1867 року прийнятим удвох рішенням, у 1896 році Едмон заповів свій маєток на створення організації, яка могла б стимулювати розвиток французької літератури.

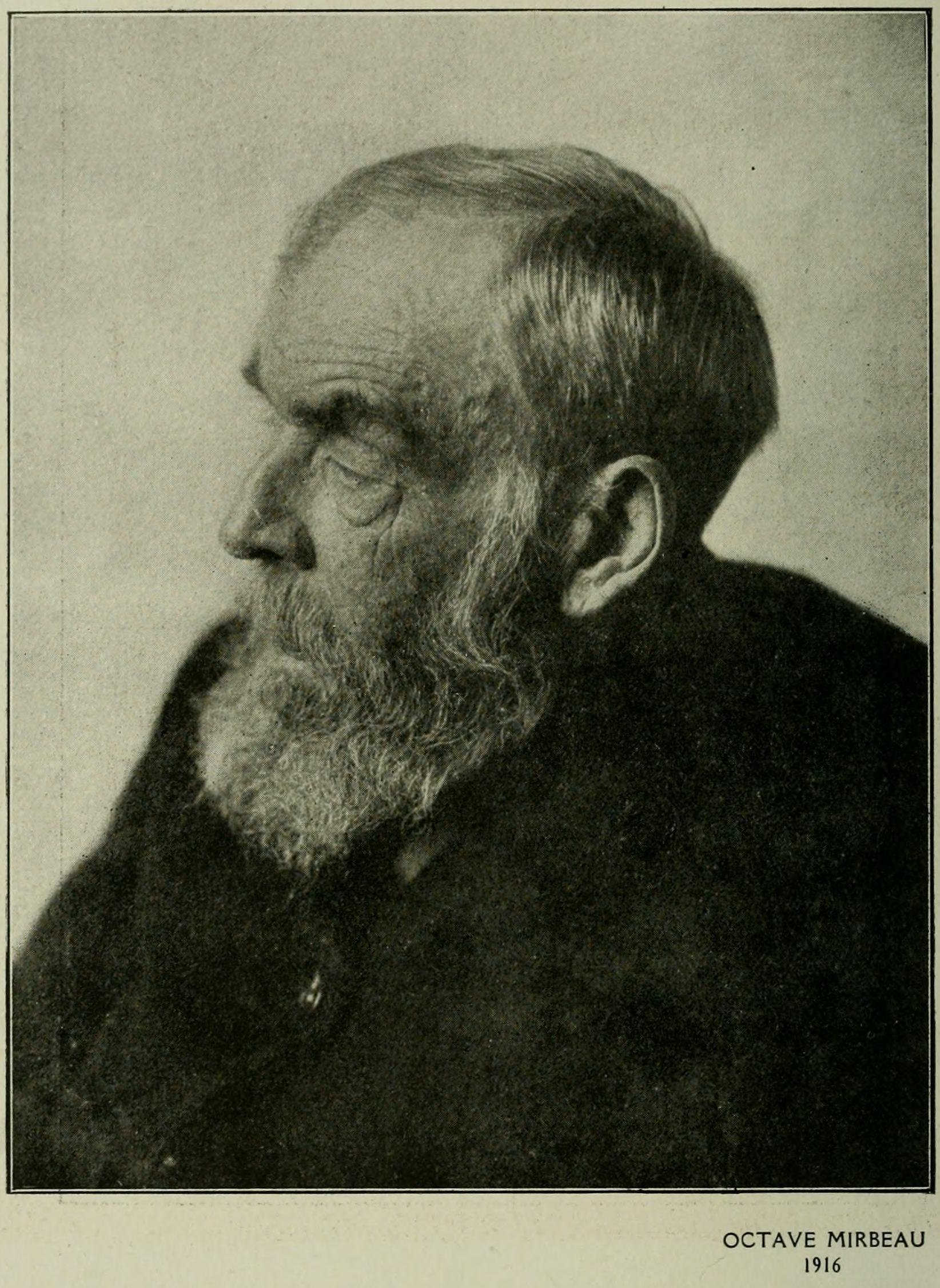
Октав Мірбо.

Виконавцями заповіту він призначив своїх приятелів — письменників Альфонса Доде і Леона Енніка. Через спротив Едмонових родичів почалася юридична тяжба, яка тривала до 1 березня 1900 року. Цього ж року засновано Ґонкурівську академію, перша зустріч її членів відбулася 7 квітня, а першу Ґонкурівську премію вручено за 1903 рік Джону-Антуану Но. Смерть Альфонса Доде в 1897 році не дала йому посісти одне з місць в академії, тож воно перейшло його сину Леонові Доде, а ще одне віддали Леонові Енніку.

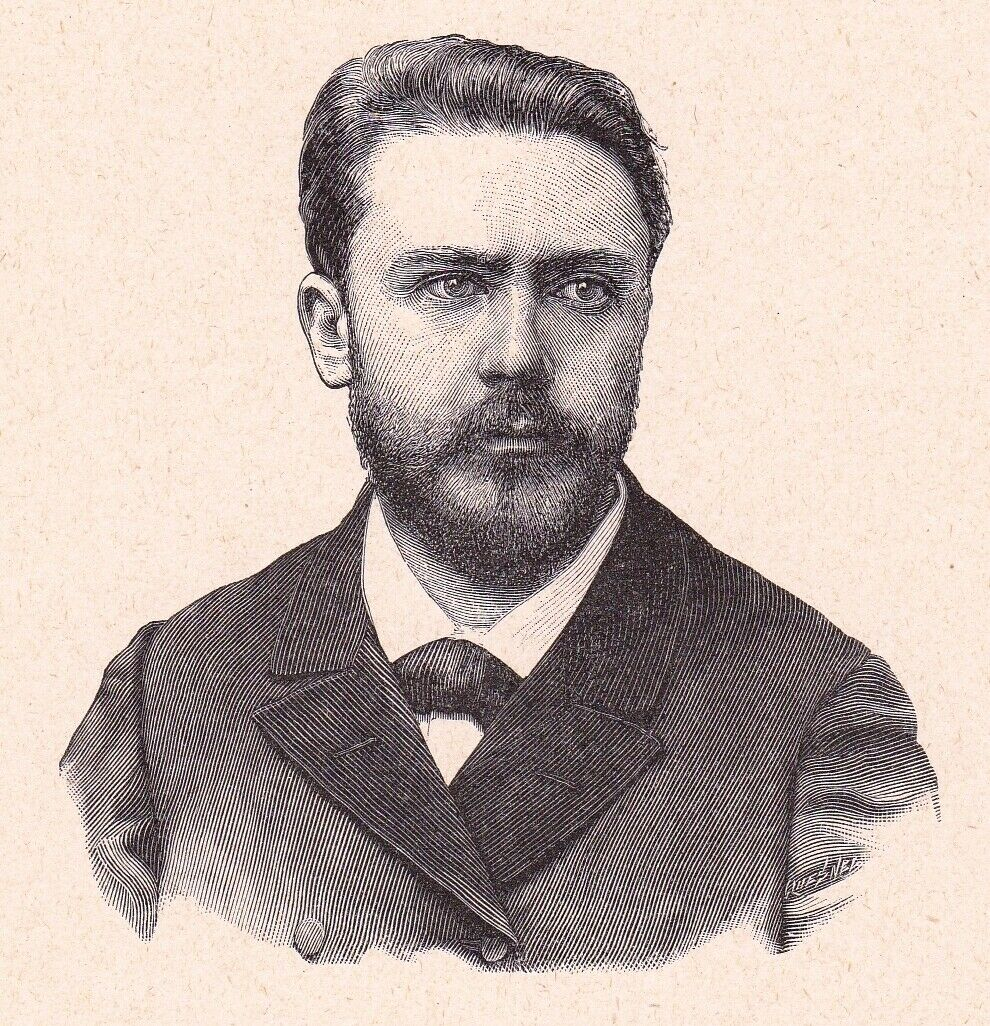
Ґюстав Жеффруа.

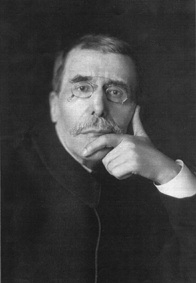
Елемір Бурж.

Щороку в грудні десять членів академії присуджують премію (на 2011 рік вона становила 10 євро) за «творче відкриття в прозі, що з'явилася цього року», й кожному членові цієї академії виплачують однакову винагороду. Крім того, ця організація віддає почесті за перший роман, за оповідання, вірші й біографічні твори. Її членом може стати письменник, що творить французькою мовою, причому не обов'язково громадянин Франції. 1996 року іспанський прозаїк і драматург Хорхе Семпрун став першим чужоземцем серед ґонкурівських академіків.

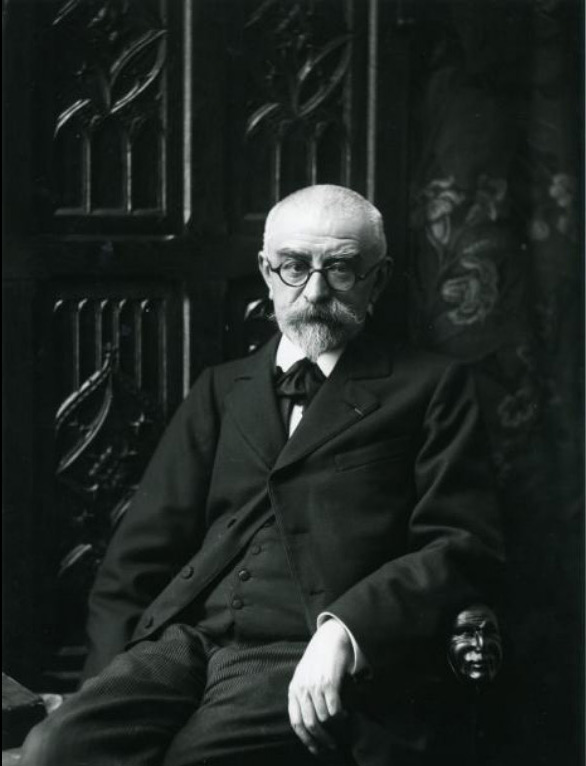
Жоріс-Карл Гейсманс.

Члени Ґонкурівської академії збираються на обід у перший вівторок кожного місяця, за винятком серпня. Від 1903 до 1919 року це відбувалося в різних паризьких ресторанах. З 1920 року місце зустрічі — овальний зал («ґонкурівський салон») на другому поверсі паризького ресторану «Друан», що на площі Ґейон.

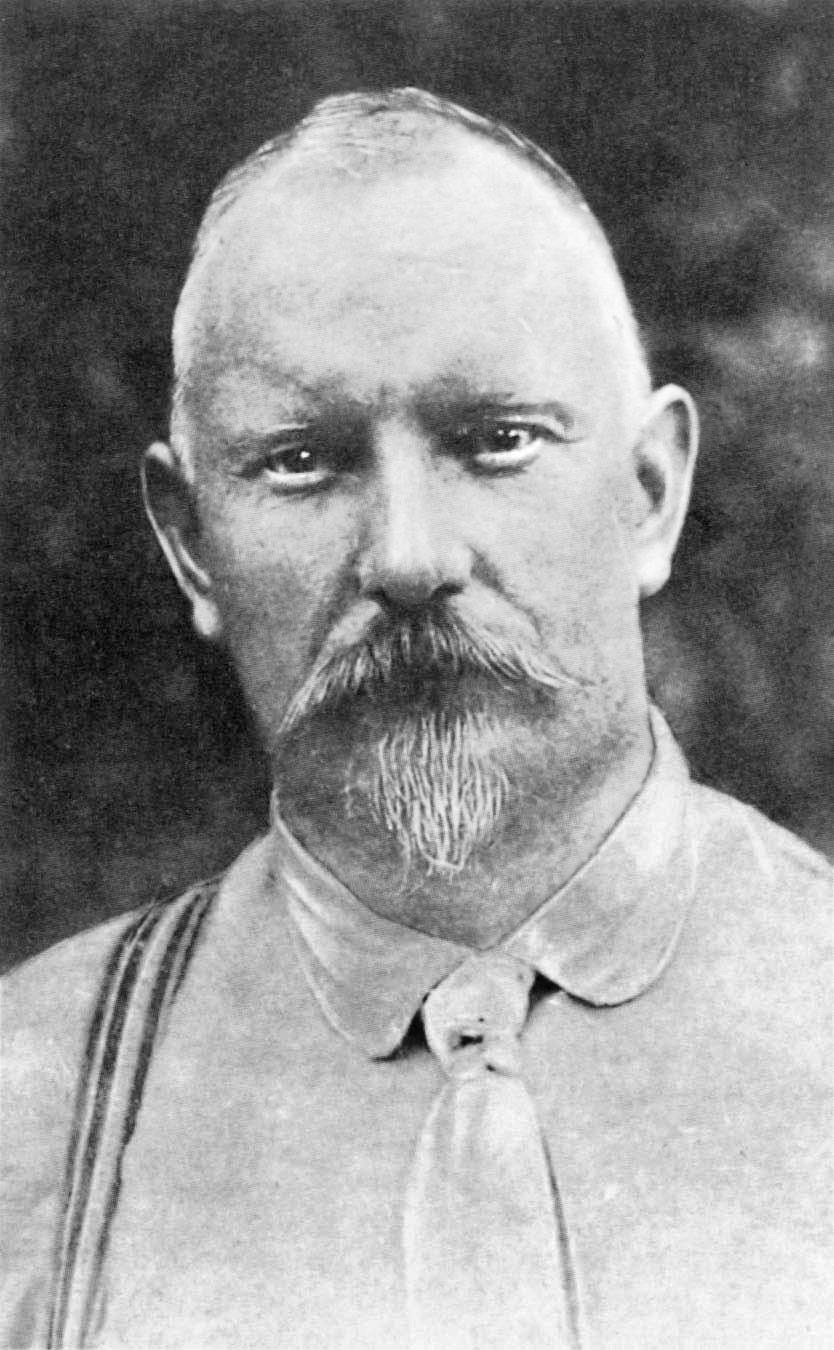
Жуль Ренар.

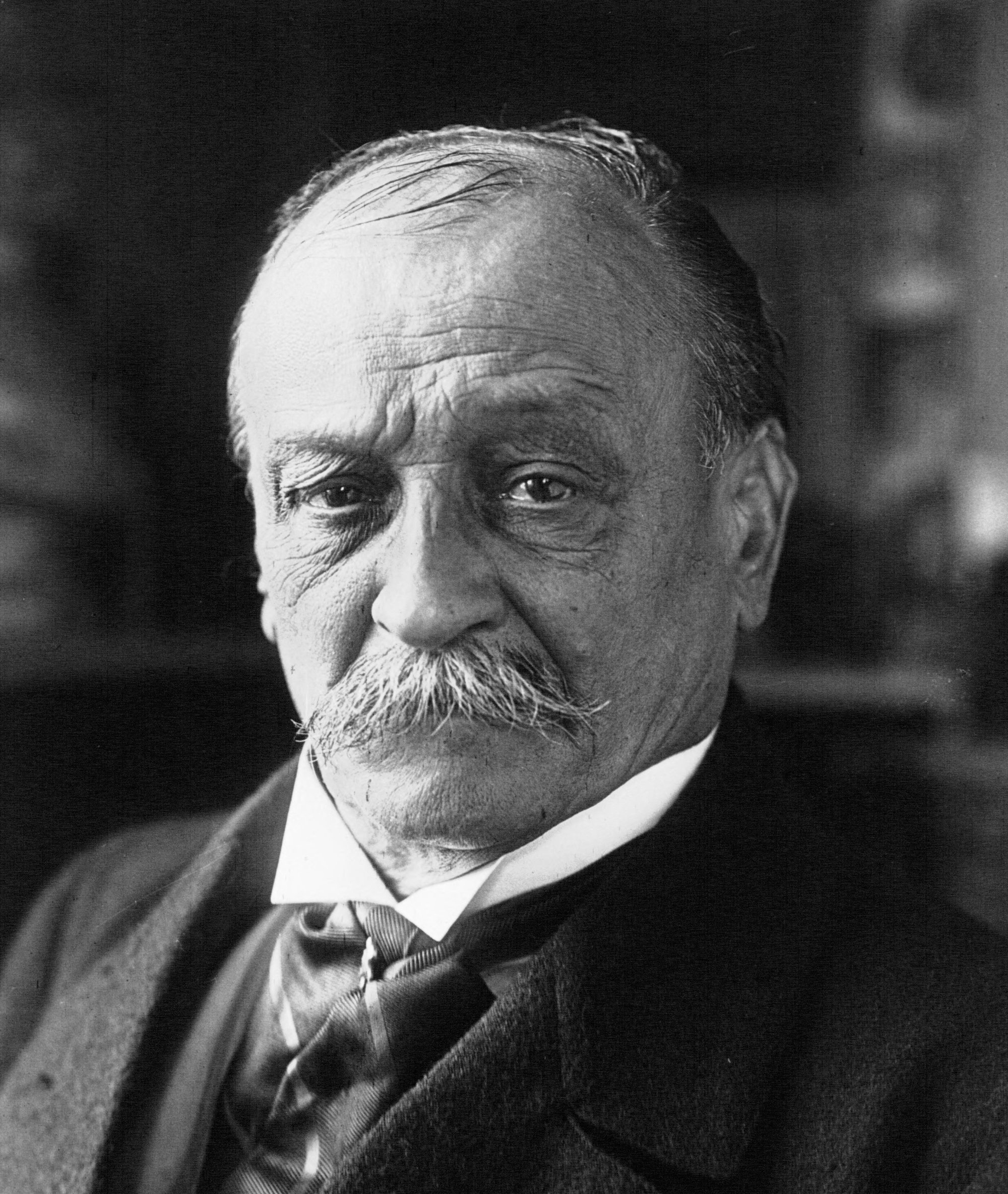
Жорж Куртелін.

Куверти, якими користуються під час таких обідів, — це традиційна й прикметна риса. Кожному новому членові дістаються виделка і ніж по тому, на чиє місце прийшов новак. На цих столових приладдях викарбувано ім'я члена академії.

## Нинішні члени
- Бернар Піво, обраний 5 жовтня 2004; президент від 7 січня 2014
- Едмонд Шарль-Ру, обраний 13 вересня 1983; президент із лютого 2002 по грудень 2013
- Дідьє Декуен, обраний 1995; теперішній головний секретар
- Поль Констан, обрана 8 січня 2013
- Патрік Рамбо, обраний 6 травня 2008
- Тагар Бен Желлун, обраний 6 травня 2008
- Режіс Дебре, обраний 11 січня 2011 замість Мішеля Турньє, що попросився у відставку
- Франсуаза Шандернаґор, обрана у червні 1995
- Філіпп Клодель, обраний 11 січня 2012
- П'єр Ассулін, обраний 11 січня 2012 замість Франсуази Малле-Жоріс, що попросилась у відставку

## Академіки за кувертами

### 1 куверт
- 1900–1942 : Леон Доде
- 1942–1944 : Жан де ла Варанд
- 1944–1954 : Колетт
- 1954–1970 : Жан Жіоно
- 1971–1977 : Бернар Клавель
- 1977–2004 : Андре Стіль
- з 2004 : Бернар Піво

### 2 куверт
- 1900–1907 : Жоріс-Карл Гюїсманс
- 1907–1910 : Жуль Ренар
- 1910–1917 : Жудіт Ґотьє
- 1918–1924 : Анрі Сеар
- 1924–1939 : Поль Неве
- 1939–1948 : Саша Ґітрі
- 1949–1983 : Арман Салакру
- 1983–2016 : Едмонда Шарль-Ру
- з 2016 : Ерік-Емманюель Шмітт

### 3 куверт
- 1900–1917 : Октав Мірбо
- 1917–1947 : Жан Ажальбер
- 1947–1973 : Александр Арну
- 1973–1995 : Жан Кероль
- з 1995 : Дідьє Декуен

### 4 куверт
- 1900–1940 : Ж.-А. Роні-старший
- 1940–1942 : П'єр Шампіон
- 1943–1971 : Андре Бії
- 1971–2012 : Робер Сабатьє
- з 2013 : Поль Констан

### 5 куверт
- 1900–1948 : Жустен Роні-молодший
- 1948–1967 : Жерар Бауер
- 1967–1968 : Луї Араґон
- 1969–1983 : Арман Лану
- 1983–2008 : Даніель Буланже
- з 2008 : Патрік Рамбо

### 6 куверт
- 1900–1935 : Леон Еннік
- 1936–1950 : Лео Ларґіє
- 1951–1977 : Ремон Кено
- 1977–2008 : Франсуа Нурісьє
- з 2008: Тагар Бен Желлун

### 7 куверт
- 1900–1918 : Поль Марґерітт
- 1919–1923 : Еміль Бержера
- 1924–1937 : Рауль Поншон
- 1938–1948 : Рене Бенжамен
- 1949–1971 : Філіпп Еріа
- 1972–2011 : Мішель Турньє
- 2011-2015 : Режіс Дебре
- з 2016 : Віржині Депант

### 8 куверт
- 1900–1926 : Ґюстав Жеффруа
- 1926–1929 : Жорж Куртелін
- 1929–1973 : Ролан Доржелес
- 1973–1995 : Емманюель Роблес
- з 1995 : Франсуаза Шандернаґор

### 9 куверт
- 1900–1925 : Елемір Бурж
- 1926–1937 : Ґастон Шеро
- 1937–1958 : Франсіс Карко
- 1958–1996 : Ерве Базен
- 1996–2011 : Хорхе Семпрун
- з 2012 : Філіпп Клодель

### 10 куверт
- 1900–1949 : Люсьєн Декав
- 1950–1970 : П'єр Мак-Орлан
- 1970–2011 : Франсуаза Малле-Жоріс
- з 2012 : П'єр Ассулін